# Aschergraben
Der Aschergraben ist ein Kunstgraben südöstlich der Bergstadt Altenberg im Osterzgebirge. Der aus dem 15. Jahrhundert stammende Graben diente der Zuführung von Aufschlagwasser für die Zinnaufbereitung des lokalen Bergbaus. Seit 2019 ist der Aschergraben Bestandteil der zum UNESCO-Welterbe gehörenden Montanregion Erzgebirge/Krušnohoří.

## Verlauf

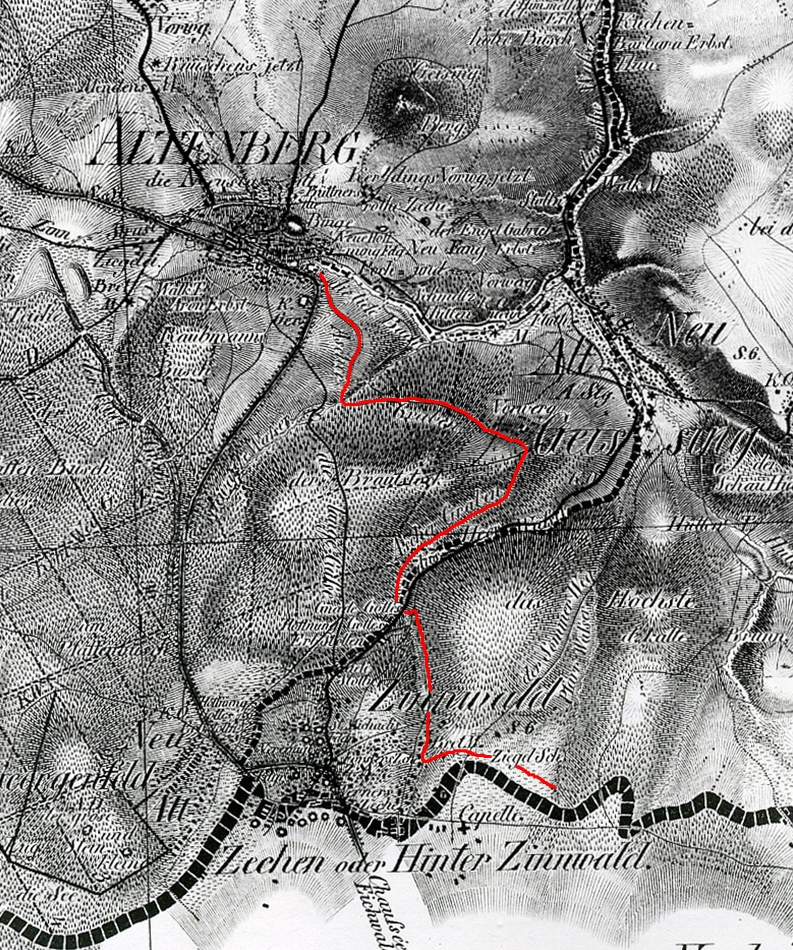
Verlauf des Aschergrabens auf einer Karte aus dem Jahr 1821

Der etwa 7,4 Kilometer lange Graben nimmt seinen Anfang im niederschlagsreichen Kammgebiet des Osterzgebirges am Wald- und Wiesenhang des ca. 880 m ü. NN hohen Zinnwalder Berges bei Cínovec. Von hier verläuft der Graben in westliche Richtung nach Zinnwald und überquert dabei die tschechisch-deutsche Grenze. Dort geht er in das natürliche Bett des Richtung Norden fließenden Zinnwaldgrundbaches über. Unterhalb von Zinnwald nimmt der Graben einen Teil des Häuerwassers (auch Heerwasser genannt) auf. Anschließend umfließt der Graben den südöstlichen und nordöstlichen Hang der über 800 m ü. NN hohen Schaarspitze und nimmt nordwestlich der Spitze den Schwarzwasserbach auf. In nordwestlicher Richtung verlaufend unterquert der Graben in Altenberg die Geisinger Straße und mündet in das Wasser des Tiefenbaches.

## Geschichte

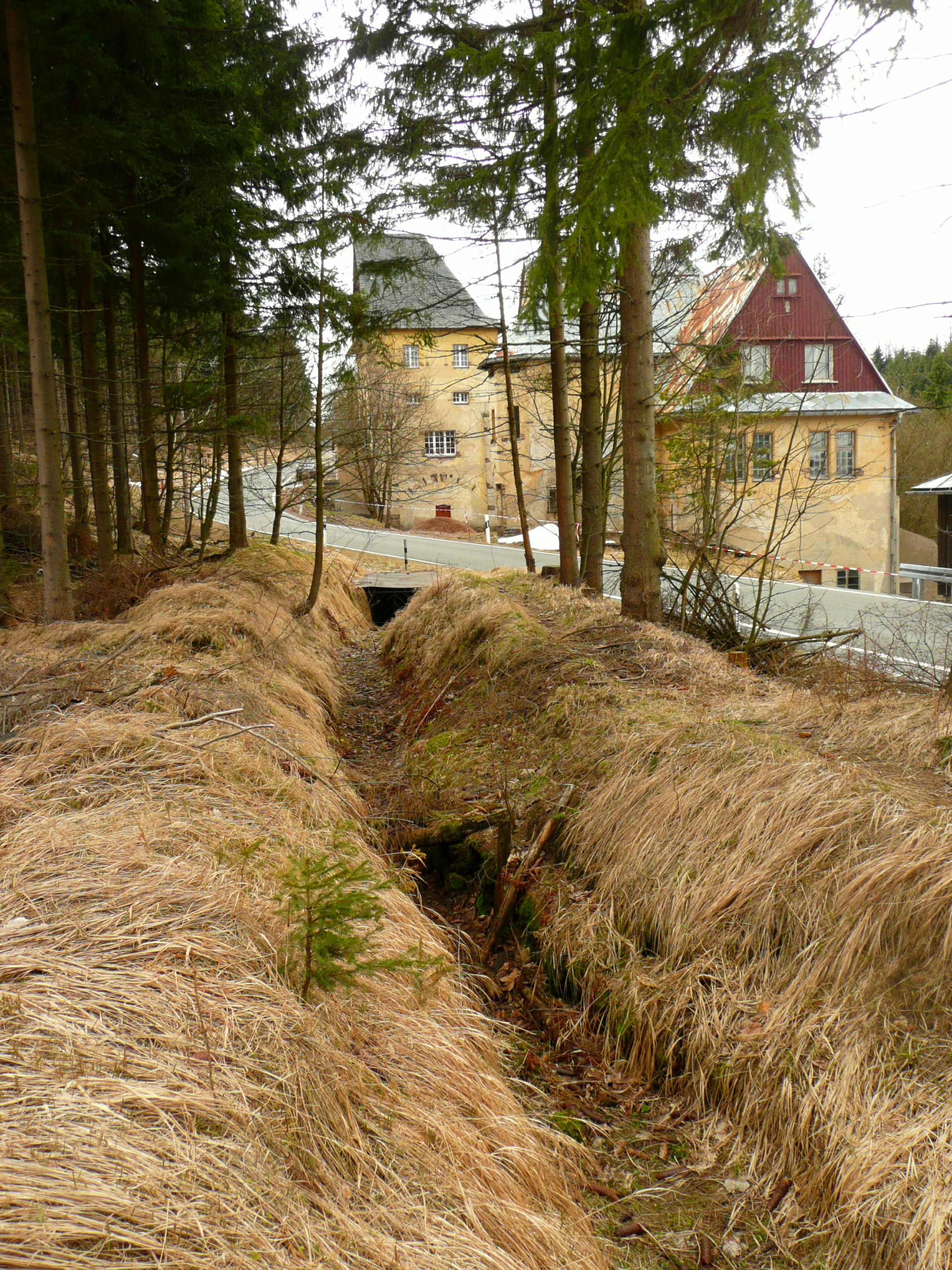
Der Aschergraben in Zinnwald. Im Hintergrund die Reste der Aufbereitungsanlagen der Stahlwerke Becker AG

Im Bereich der ca. 750 m ü NN. hoch gelegenen Bergstadt Altenberg befindet sich eine der bedeutendsten Zinnerzlagerstätten des europäischen Festlandes. Etwa um 1440 begann hier der Abbau im Festgestein. Der Zinngehalt im geförderten Erz betrug im Durchschnitt aber nur 0,76 %. Diese feine Verteilung bedingte eine umfangreiche Aufbereitung in zahlreichen Pochwäschen. Hier wurde das Zinn aus den zuvor unter Millimetergröße zerpochten Zwitter ausgewaschen.
Die Altenberger Pochwäschen konzentrierten sich im Tal des Tiefenbaches zwischen Altenberg und Geising. Allerdings reichten die Wassermengen des Baches zur Versorgung der 16 Pochwäschen mit ihren zeitweise mehr als 1000 Pochstempeln nicht aus. Die Lage Altenbergs auf der Wasserscheide zwischen Müglitz und Roter Weißeritz führte zu Problemen bei der Bereitstellung von Aufschlagwasser für die Aufbereitungsanlagen.
Um diesem abzuhelfen, wurde bereits 1452–1458 der Aschergraben als künstlicher Graben angelegt, um den Pochwäschen sowohl Wasser aus den niederschlags- und moorreichen Kammlagen des Osterzgebirges sowie aus angeschnittenen Bächen zuzuführen. Damit ist der Aschergraben eine der ältesten erhaltenen Anlagen der bergmännischen Wasserwirtschaft im Erzgebirge und zugleich ein bedeutender Sachzeuge aus der Frühzeit des Altenberger Bergbaus. Er gilt zudem als technische Meisterleistung. Der Graben hat zwischen Beginn und Ende einen Höhenunterschied von ca. 80 Metern. Das Gefälle liegt lediglich bei 0,3–0,6 %.
Seinen Namen hat der Graben wahrscheinlich von der untergegangenen Innung der Ascher, welche möglicherweise den Grabensteig nutzten. Die Ascher brannten in den Wäldern Pottasche, die mit Fett zu Schmierseife verkocht wurde. Einer Sage nach soll der Graben das Werk eines zum Tode Verurteilten sein. Dieser soll sein Leben dadurch gerettet haben, dass ihm die schwierige Aufgabe gelang, dem Altenberger Bergbau Wasser über drei Berge zuzuführen.
Kurz nach seiner Fertigstellung erwarb der aus Graupen stammende Hans Müntzer 1464 die Herrschaft Lauenstein und verkaufte im selben Jahr den Aschergraben an die Altenberger Zinngewerke für 30 Zentner Zinn. Altenberg wurde später Sitz des Amtes Altenberg.
Im Juli 1813 wanderte Johann Wolfgang von Goethe entlang des Aschergrabens von Zinnwald nach Altenberg. An diesen Ausflug erinnert ein 1913 am Graben aufgestelltes Goethe-Denkmal.
Für den Altenberger Bergbau blieb der Aschergraben über Jahrhunderte hinweg bedeutsam. Allerdings wurde das Kunstgrabensystem bereits Mitte des 16. Jahrhunderts mit der Anlage des Neugrabens und des Quergrabens, welche das Wasser aus dem Gebiet des Kahleberges nach Altenberg führten, sowie der Errichtung des Großen Galgenteiches und des Kleinen Galgenteiches bedeutend erweitert.
Der Aschergraben führt auch heute noch Wasser, zum Schutz ist der Lauf teilweise mit Brettern abgedeckt. Der ehemalige Grabensteig ist zwischen Zinnwald und Altenberg ein beliebter Wanderweg (Teil des Grenzüberschreitenden Bergbaulehrpfads).

## Energieerzeugung
Zwischen 1916 und 1945 wurde das Wasser des Aschergrabens in einem Hüttengebäude am Tiefenbach zur Erzeugung elektrischer Energie genutzt. Hier wurde eine Turbine mit im Durchschnitt 200 Litern Wasser pro Sekunde über ein Gefälle von 96 Metern beaufschlagt. Sie erzeugte eine elektrische Leistung von 140 kW, die in das 5 kV Drehstromnetz eingespeist wurde.